# Межгосударственная акционерная корпорация «Вымпел»
Публичное акционерное общество «Межгосударственная акционерная корпорация «Вымпел» (сокращённо — ПАО «МАК «Вымпел») — головное предприятие межгосударственной акционерной корпорации ряда российских и белорусских научно-производственных предприятий.
Основной вид деятельности — создание и скоординированное развитие систем ракетно-космической обороны (РКО) как составной части Воздушно-космической обороны (ВКО) РФ.
В 1970—1991 годах — Центральное научно-производственное объединение «Вымпел» Министерства радиопромышленности СССР (ЦНПО «Вымпел» Минрадиопрома СССР).

## История создания
История предприятия начинается с образования Постановлением Совета Министров СССР Специального бюро № 1 (с 1950 г. КБ-1). В 1955 г. в составе КБ-1 ГКРЭ организован отдел № 31 по проблемам противоракетной обороны из которого было образовано Специальное конструкторское бюро № 30 (СКБ-30). В 1961 году выделен в отдельное КБ ОКБ «Вымпел», с 1966 — НПО «Вымпел».
В 1968 в рамках предприятия созданы НТЦ (Научно-технический центр под руководством А. Г. Басистова) и НИИРП (Научно-исследовательский институт радиоприборостроения)
С целью создания ракетно-космической обороны страны (РКО), включая систему противоракетной обороны (СПРО), систему предупреждения о ракетном нападении (СПРН), систему контроля космического пространства (СККП) и противокосмической обороны (ПКО) по приказу Министерства радиопромышленности СССР от 15 января 1970 г. № 25 на базе НТЦ, выделенного из состава ОКБ «Вымпел» в качестве головной организации по ПРО, ПРН, ККП и ПКО было создано Центральное научно-производственное объединение «Вымпел» Министерства радиопромышленности СССР (ЦНПО «Вымпел» Минрадиопрома СССР). Это было первое в стране ЦНПО. Впоследствии такая форма организации работы науки и промышленности широко распространилась и стала основной в СССР.
Предприятие объединило лучшие научные, проектно-конструкторские и производственные коллективы страны. В рамках ЦНПО «Вымпел» были объединены ОКБ «Вымпел», РТИ, НИИДАР, НИИВК, КБ им. Расплетина, КБ системного программирования, один из крупнейших в стране радиозаводов — Днепровский машиностроительный завод, Гомельский радиозавод, опытный завод НИИДАР, впоследствии в его составе были образованы еще некоторые предприятия.
К работам по тематике РКО было привлечено более 150 только головных организаций и предприятий, деятельность которых централизованно направляло ЦНПО «Вымпел», а всего кооперация насчитывала более 600 предприятий и организаций оборонных отраслей науки и промышленности.
В момент создания предприятие возглавил заместитель министра радиопромышленности СССР генерал-лейтенант В. И. Марков. Заместителем генерального директора ЦНПО «Вымпел» по научной работе был назначен Герой Социалистического Труда, Лауреат Ленинской премии, генерал-лейтенант-инженер, доктор технических наук, профессор, член-корреспондент АН СССР и первый главный конструктор отечественной системы ПРО А-35 Г. В. Кисунько. Первым главным конструктором СПРН и ККП был Герой Социалистического Труда, лауреат Государственной премии, доктор технических наук, профессор Репин В.Г.
Вскоре после распада СССР возникла и была осознана угроза снижения уровня боевой эффективности и характеристик систем РКО, так как многие из средств связи и управления систем оказались на землях выделившихся из СССР независимых государств, вследствие чего также нарушились многие научные, производственные и информационные связи между предприятиями и учреждениями промышленности и Вооружённых Сил.

### Создание ОАО
28 июля 1992 года создано Открытое акционерное общество «Межгосударственная акционерная корпорация «Вымпел» (ОАО "МАК "Вымпел"). В соответствии с решением Правительств Российской Федерации и Республики Беларусь от 28 января 1992 г. № 3 и с момента государственной регистрации Общество стало правопреемником прав и обязанностей государственного предприятия «Центрального научно-производственного объединения «Вымпел». Общество зарегистрировано Московской регистрационной палатой в реестре за № 017.041 от 29 сентября 1992 года. Внесена запись в Единый государственный реестр юридических лиц о юридическом лице – Обществе за основным государственным номером 1027700341855 22 октября 2002 года.
Таким образом в 1992 году МАК «Вымпел» была преобразована в ОАО "МАК «Вымпел».
В состав ОАО "МАК «Вымпел» вошли тогда следующие учреждения:
- ОАО МАК «Вымпел», г. Москва;
- Государственное предприятие "Научно-исследовательский институт радиоприборостроения (НИИРП);
- ОАО Научно-производственный комплекс «Научно-исследовательский институт дальней радиосвязи» (НПК НИИДАР);
- ОАО «Радиотехнический институт имени академика А. Л. Минца»;
- ОАО «Кировский приборостроительный завод»;
- ОАО "Завод «Микрометр», г. Котельнич;
- ОАО "Научно-производственное предприятие «Пирамида», г. Санкт-Петербург;
- Гомельский радиозавод (ГРЗ), г. Гомель, Республика Беларусь;
- Конструкторское бюро системного программирования (КБ СП), г. Гомель, Республика Беларусь;
- Конструкторское бюро «Луч», г. Гомель, Республика Беларусь;
- Днепровский машиностроительный завод (ДМЗ) и Конструкторское бюро ДМЗ (КБ «Днепровское»), г. Днепропетровск, Украина;
- Южный радиозавод и КБ, г. Жёлтые воды, Украина.[6].

Общая численность работников корпорации превышала 8 500 человек.
С 2002 состоит в концерне Алмаз-Антей.
С 2015 года ОАО "МАК «Вымпел» преобразовано в ПАО "МАК «Вымпел». 26 января 2015 года МИ ФНС № 46 по г. Москве зарегистрировала изменения и дополнения в Устав Общества: в полном фирменном наименовании Общества заменено слово «Открытое» на слово «Публичное».
В настоящее время[когда?] в ПАО "МАК «Вымпел» входят предприятия и дочерние организации, расположенные как на территории Российской Федерации, так и в Республике Беларусь. Одной из ключевых особенностей ПАО "МАК «Вымпел» является подготовка и наличие высококвалифицированных кадров инженеров, конструкторов и программистов, занятых в реализации перспективных проектов гражданского и оборонного характера. Эти проекты включают в себя:
- развитие системы предупреждения о ракетном нападении и системы контроля космического пространства;
- развитие систем ПРО;
- разработка высокотехнологичной микропроцессорной техники;
- создание и внедрение специализированного программного обеспечения;
- проведение научных исследований в сфере радиоэлектроники.
- разработка техники медицинского назначения, а также выпуск изделий производственно-технического и бытового назначения.

ПАО "МАК «Вымпел» является одним из ведущих научно-технических и производственных предприятий, специализирующееся на инновационных исследованиях и создании радиолокационных систем новейшего поколения. Разработки предприятия активно используются в гражданском секторе экономики и оборонной промышленности, способствуя развитию и укреплению оборонного потенциала Российской Федерации.
В н.в.[когда?] располагавшиеся на Украине предприятия по известным причинам в состав ПАО МАК «Вымпел» не входят. При этом Южный радиозавод на 2016 г. уже был закрыт, а все его постройки снесены.

## Санкции
23 февраля 2024 года предприятие включено в санкционный список стран Евросоюза как предприятие, разрабатывающее противоракетные комплексы и космические системы управления, стоящие на вооружении Вооруженных сил РФ. По аналогичному основанию ПАО "МАК «Вымпел» находится под санкциями США, Канады, Украины, Швейцарии, Австралии и Новой Зеландии.

## Состав объединения
На сегодня[когда?] в состав ПАО МАК «Вымпел» входят:
- ОАО МАК «Вымпел», НТЦ, г. Москва; (головное предприятие).
- ОАО "НПП «Пирамида», г. Санкт-Петербург;
- 11 дочерних и зависимых научно-исследовательских, конструкторских и производственных предприятий, включая предприятия Республики Беларусь.

Общая численность работников корпорации на 2012 г. составляла более 3,5 тысячи человек, из них более 200 имели учёные степени кандидата или доктора наук.

## Основные направления деятельности
Создание и согласованное развитие систем ракетно-космической обороны (РКО) как составной части Воздушно-космической обороны (ВКО) Российской Федерации, включая:
- систему предупреждения о ракетном нападении (СПРН);
- систему контроля космического пространства (СККП);
- систему противоракетной обороны (ПРО);
- систему противодействия угрозам из космоса и в космосе;
- аппаратурно-программный комплекс формирования и доведения до высших звеньев управления страны и вооружённых сил РФ информации предупреждения о ракетном нападении, о космической обстановке и её опасных изменениях;
- унифицированный мобильный комплекс информационно-технического сопряжения и совместной обработки измерений средств РКО и ПВО-ПРО.

Все системы и средства РКО работают в автоматическом режиме в соответствии с программно-реализованными алгоритмами в реальном масштабе времени с возможностью одновременной обработки на командных пунктах многих тысяч измерений.
Указанные выше направления деятельности также подразумевают решение следующих задач:
1. Определение структуры, состава и обоснование требований к системам и вновь создаваемым средствам систем РКО.
2. Создание моделирующих стендов РКО и ПВО-ПРО и комплексных математических моделей систем и средств РКО как инструментов проектирования и оценки их характеристик.
3. Создание испытательно-моделирующей базы и проведение конструкторских и государственных испытаний средств и систем РКО опытно-теоретическим методом с сокращением сроков и стоимости.
4. Оценка эффективности систем РКО по этапам их модернизации и развития с выбором рациональных, наиболее приоритетных вариантов по критерию эффективность-стоимость-реализуемость.
5. Создание и поэтапное развитие командно-связных средств и комплексов информационного взаимодействия систем РКО.

## Известные проекты
"ПАО "МАК «Вымпел» — одно из ведущих предприятий оборонной промышленности Москвы, разработчик уникальных систем воздушно-космической обороны, предупреждения о ракетном нападении и контроля космического пространства. Именно на этом предприятии была создана первая российская стратегическая система ракетно-космической обороны.

заявил руководитель Департамента инвестиционной и промышленной политики города Москвы Александр Прохоров.

## Сопутствующие разработки
Вместе с работами по государственному оборонному заказу Корпорация и её дочерние предприятия разрабатывает и выпускает широкий спектр продукции гражданского назначения в том числе по следующим направлениям:
- создание средств энергоресурсосбережения;
- создание и внедрение автоматизированных систем управления бизнесом;
- разработка и создание продукции производственно-технического и бытового назначения;
- разработка технических средств инфраструктуры гражданской авиации;
- разработка медицинской техники.

## Руководители и генеральные конструкторы

### Руководители
- Марков, Владимир Иванович (1921—2019) — первый директор ЦНПО «Вымпел» в 1970-1976 гг.
- Аксёнов, Юрий Николаевич — генеральный директор ЦНПО "Вымпел" в 1976-1987 гг.
- Михайлов, Николай Васильевич (р. 1937) — генеральный директор ЦНПО (с 1992 — ОАО МАК) «Вымпел» с 1987 по 1996 гг.
- Литвинов, Владимир Васильевич (р. 1936) — президент ОАО "МАК "Вымпел" в 1996-2005 гг.
- Фатеев Вячеслав Филиппович (р. 1948) — президент ОАО "МАК "Вымпел" с августа 2005 г. по апрель 2011 гг
- Люхин, Александр Викторович (р. 1952) — президент ОАО "МАК "Вымпел" с апреля 2011 г. по сентябрь 2018 гг
- Боев, Сергей Федотович (р. 1953) — генеральный директор ПАО "МАК "Вымпел" с сентября 2018 г. по ноябрь 2022 г.
- Макушев, Игорь Юрьевич (р. 1964) — генеральный директор ПАО "МАК "Вымпел" с 24.11.2022 г.[12]

### Генеральные конструкторы
- Репин, Владислав Георгиевич (1934—2011)
- Архаров, Михаил Алексеевич (1930—2001)
- Сосульников, Владимир Пантелеймонович (05.10.1921 — 22.10.2008)
- Меньшиков, Александр Владимирович (1942-2005) — генеральный конструктор ОАО "МАК "Вымпел" в 1995-2005 гг.
- Суханов, Сергей Александрович (1943-2014) — генеральный конструктор ОАО "МАК "Вымпел" в 2005-2014 гг.
- Шилин, Виктор Дмитриевич (р. 1945)
- Шимко, Владимир Иванович (1938—1998)